# Тавричанське
Тавричанське — селище в Україні, у Кадіївській міській громаді Алчевського району Луганської області. Населення становить 203 осіб. Орган місцевого самоврядування — Червоногвардійська селищна рада.
Знаходиться на тимчасово окупованій території України.
Відповідно до Розпорядження Кабінету Міністрів України від 12 червня 2020 року № 717-р «Про визначення адміністративних центрів та затвердження територій територіальних громад Луганської області» увійшло до складу Кадіївської міської громади.

## Географія
Сусідні населені пункти: села Весняне, Бердянка на північному сході, міста Кіровськ на заході, Стаханов на півдні, селище Криничне і села Богданівка, Зарічне на південному сході, Червоний Лиман на сході.